# فالنتين بابيتش
فالنتين بابيتش هو لاعب كرة قدم كرواتي في مركز الدفاع، ولد في 6 يوليو 1981 في أوسييك في كرواتيا. لعب مع غيور تورنا أوزتالي ونادي أوسييك.